# Kacper Kozłowski (athlétisme)
Pour les articles homonymes, voir Kacper Kozłowski et Kozłowski.
Kacper Kozłowski (né le 7 décembre 1986 à Olsztyn) est un athlète polonais, spécialiste du sprint.
Il appartient au club AZS-UWM d'Olsztyn. 
Il a remporté la médaille de bronze aux Championnats du monde d'athlétisme 2007 avec le relais de son pays, en 3 min 00 s 05. Il a également été médaillé de bronze aux Championnats d'Europe espoirs sur 400 m et d'argent sur 4 × 400 m. Il remporte la médaille d'or des Championnats d'Europe en salle 2017 à Belgrade, avec ses coéquipiers, Łukasz Krawczuk, Przemysław Waściński et Rafał Omelko, en 3 min 6 s 99.

## Palmarès

### Championnats du monde
- Championnats du monde d'athlétisme 2007 à Osaka :
  -  Médaille de bronze du relais 4 × 400 m

### Championnats d'Europe
- Championnats d'Europe d'athlétisme 2016 à Amsterdam :
  -  Médaille d'argent du relais 4 × 400 m
- Championnats d'Europe d'athlétisme 2014 à Zurich :
  -  Médaille d'argent du relais 4 × 400 m

### Championnats d'Europe en salle
- Championnats d'Europe d'athlétisme en salle 2017 à Novi Beograd :
  -  Médaille d'or du relais 4 × 400 m

### Championnats d'Europe espoirs
- Championnats d'Europe espoirs d'athlétisme 2007 à Debrecen :
  -  Médaille de bronze du 400 m

### Championnats d'Europe junior
- Championnats d'Europe junior d'athlétisme de 2005 à Kaunas
  - 4e sur 400 m

### Universiade
- Universiade d'été de 2009 à Belgrade
  -  Médaille d'argent du relais 4 × 400 m

### Jeux mondiaux militaires
- Jeux mondiaux militaires d'été de 2011 à Rio de Janeiro
  -  Médaille d'or du relais 4 × 400 m